# Bianca Devos
Bianca Devos (geb. 1979 in Karlsruhe) ist eine deutsche Islamwissenschaftlerin und Professorin für Iranistik an der Philipps-Universität Marburg.
Devos studierte an den Universitäten Freiburg und Teheran Islamwissenschaft und Betriebswirtschaftslehre. 2005 schloss sie ihr Studium an der Albert-Ludwigs-Universität Freiburg mit einem Magister ab. Von 2005 bis 2007 arbeitete sie dort als wissenschaftliche Mitarbeiterin und nahm 2007 eine Stelle als wissenschaftliche Mitarbeiterin am Marburger Centrum für Nah- und Mittelost-Studien (CNMS) an der Philipps-Universität Marburg an. 2011 promovierte sie mit einer Arbeit über das iranische Pressewesen in der Pahlavi-Ära. Im Juli 2021 wurde Devos als Professorin für Iranistik an das CNMS berufen. Seit 2024 ist sie Direktorin des CNMS.

## Schriften (Auswahl)
- Culture and Cultural Politics Under Reza Shah. The Pahlavi State, New Bourgeoisie and the Creation of a Modern Society in Iran, hg. von Bianca Devos und Christoph Werner. London: Routledge, 2014. (Iranian Studies. 18.)
- Presse und Unternehmertum in Iran. Die Tageszeitung Iṭṭilāʿāt in der frühen Pahlavī-Zeit. Würzburg: Ergon Verlag, 2012. (Mitteilungen zur Sozial- und Kulturgeschichte der islamischen Welt. 33.)
- Kleidungspolitik in Iran. Die Durchsetzung der Kleidungsvorschriften für Männer unter Rizā Šāh. Würzburg: Ergon Verlag, 2006. (Arbeitsmaterialien zum Orient. 19.)